# Угорське ім'я
Угорські імена — прізвища та особові імена, які поширені серед угорців.
Угорські імена виділяються на тлі всіх інших іменних моделей 
Європи. Їх особливістю є східний порядок проходження імені та прізвища (характерний для Китаю, Кореї і Японії), при якому прізвище передує імені. Такий порядок пояснюється тим, що прізвище виступає як визначення, а тому ставиться перед означуваним словом (ім'ям).
Наголос в угорських іменах (як і в усіх угорських словах) завжди падає на перший склад.
Раніше, виходячи заміж, жінки отримувалиали не лише прізвище чоловіка, але і його ім'я з закінченням -не.